# Allure (course à pied)
Pour les articles homonymes, voir Allure.
En course à pied, l'allure est le temps mis pour parcourir une distance donnée. Dans le système métrique, elle s'exprime généralement en minutes par kilomètre (min/km).
Elle est généralement plus utilisée par les coureurs que la vitesse car elle permet facilement de prévoir les temps de passage pour les différentes étapes d'une course ou encore de déterminer la durée de celle-ci.
Par exemple, si l'allure d'un coureur est de 6 min/km, celui-ci mettra 6 × 8 = 48 minutes pour parcourir 8 kilomètres.
L'allure et la vitesse sont étroitement liées mais ne cherchent pas à exprimer la même chose. La vitesse est idéale pour déterminer le nombre de kilomètres que l'on peut parcourir en un temps donné tandis que l'allure permet de déterminer le nombre de minutes qu'il faut pour parcourir une distance donnée.

## Conversions entre vitesse et allure

### Conversion d'une vitesse en allure
Pour calculer une allure de course, il faut diviser 60 par la vitesse exprimée en km/h.
Par exemple, pour une vitesse moyenne de 10,4 km/h, l'allure est donnée par 60/10,4 = 5,77 min/km, ce qui correspond à 5 minutes et 46 secondes pour parcourir un kilomètre.

### Conversion d'une allure en vitesse
Pour calculer la vitesse moyenne correspondant à une allure de course, il faut multiplier le nombre de kilomètres parcourus par 60 puis diviser le tout par le temps exprimé en minutes.
Par exemple, si un coureur parcourt 5 kilomètres en 23 minutes et 39 secondes (ce qui correspond à 23,65 min), la vitesse moyenne est donnée par 5×60/23,65 = 12,8 km/h.